# Herding Trial

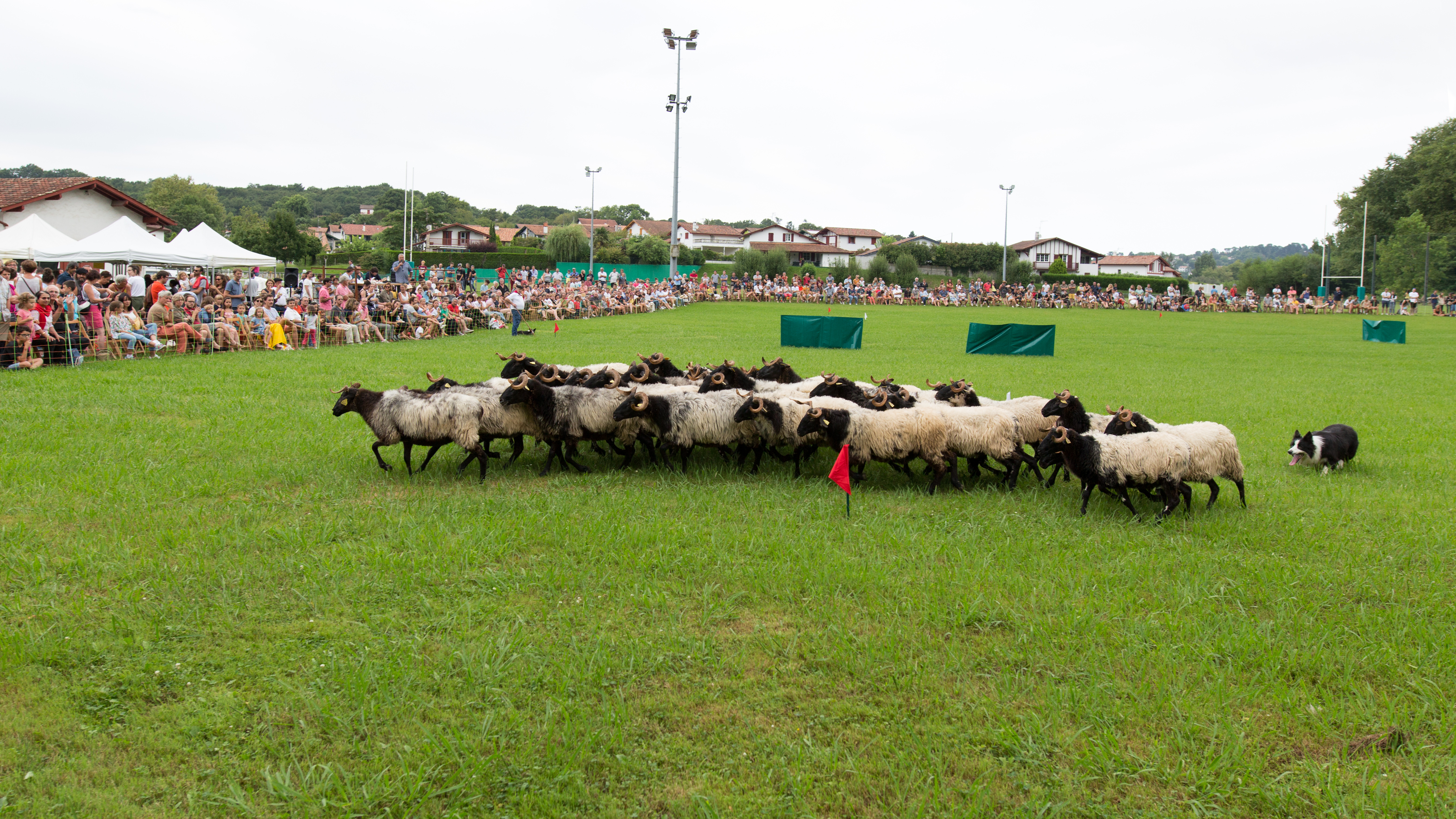

Das Herding Trial oder Sheepdog Trial (engl. Hüteprüfung bzw. Schäferhundprüfung) ist eine Prüfung für Koppelgebrauchshunde im englischen Stil und unterscheidet sich in der Aufgabenstellung von dem in Deutschland üblichen Leistungshüten.

## Leistungsklassen
Man unterscheidet drei Leistungsklassen:
- Klasse 1: Anfänger
- Klasse 2: Fortgeschrittene
- Klasse 3: Offene Klasse

Die zu bewegende Schafgruppe besteht aus drei bis zehn Tieren.

## Ablauf

### Grundsätzliches
- Der Parcours muss innerhalb einer festgesetzten Zeit (beispielsweise 10 Minuten) absolviert werden.
- Hat der Hund bei einer Aufgabe Schwierigkeiten, kann diese Aufgabe vom Handler (Hundeführer) abgebrochen werden, um nicht zu viel Zeit zu verlieren, und wird als nicht erfüllt gewertet.
- Der Handler darf sich mit nur wenigen Ausnahmen zu keinem Zeitpunkt vom Startpfosten an einem Ende des Feldes entfernen. Er gibt dem Hund über Hör- und Sichtzeichen Kommandos.
- Der Hund soll weitgehend selbständig arbeiten. Overcommanding (zu detaillierte Kommandos vom Handler) führt zur Abwertung.
- Die Schafe dürfen zu keiner Zeit vom Handler berührt werden.
- Der Hund muss sich am Anfang ruhig beim Handler am Startpfosten befinden und darf erst auf Kommando loslaufen.
- Das Feld ist bei offiziellen Wettkämpfen je nach Leistungsklasse 400 bis 800 yards lang (etwa 360 bis 720 Meter), bei reinen Show-Trials auch kürzer nach Gegebenheit.

### Aufgaben

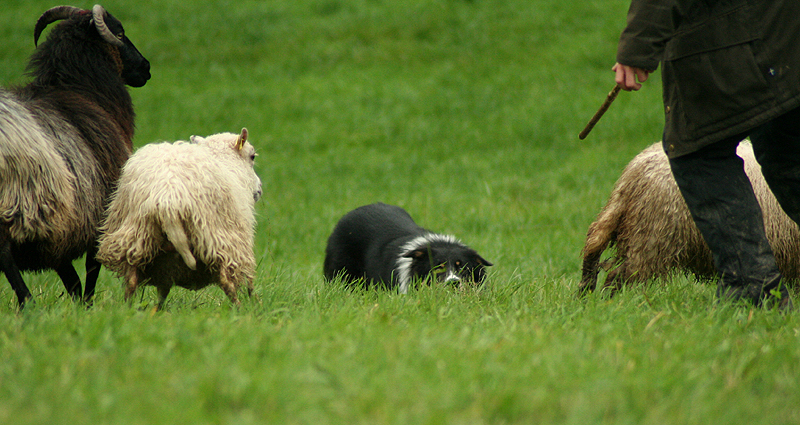
Border Collie beim Shedding

Der Parcours kann an das jeweilige Gelände angepasst sein und muss nicht alle der folgenden Aufgaben beinhalten.
Outrun
Der Hund läuft vom Startpfosten in einem Bogen hinter die Schafgruppe, die sich am anderen Ende des Feldes befindet. Der Bogen soll birnenförmig sein (erst schräg geradeaus, dann immer stärker gekurvt).
Lift
Der Hund nimmt mit den Schafen Kontakt auf und setzt sie in Bewegung. Dies sollte so geschehen, dass die Schafe in moderatem Tempo (Schritt oder leichter Trab) die gewünschte Richtung einschlagen. Die Schafe sollen nicht erschreckt werden.
Fetch
Der Hund treibt die Schafgruppe in gerader Linie durch das Fetchgate, ein Tor mit 7 yards (6,30 m) Durchgangsbreite, auf den Handler zu und dann möglichst nah um den Handler bzw. Startpfosten herum.
Drive
Vom Startpfosten treibt der Hund die Schafe in möglichst gerader Linie zum ersten Drivegate (Treibtor mit derselben Breite) und durch dieses Tor hindurch. Direkt nach dem Passieren dieses Tores ändert der Hund die Treibrichtung, um ein zweites Treibtor anzusteuern. Nach dem zweiten Drivegate bringt er die Schafe auf kürzestem Weg zur nächsten Aufgabe.
Shed
Im Sheddingring (Trennungsring) trennt der Hund eine vom Punktrichter vorher festgelegte Anzahl von Schafen von der Gruppe ab. Falls die Schafe Markierungen (z. B. Halsbänder) tragen, kann verlangt werden, dass nur diese in der abgetrennten Gruppe sein dürfen. Für diese Aufgabe darf der Handler den Pfosten verlassen und den Hund unterstützen, der Hund muss jedoch erkennbar die Hauptarbeit leisten. Während des shedding dürfen die Schafe den markierten Kreis (Durchmesser 40 yards, etwa 36 m) nicht verlassen. Der Hund muss zeigen, dass er die abgetrennte Gruppe unter Kontrolle hat, damit die Aufgabe als bewältigt gilt.
Pen
Der Handler verlässt den Startpfosten und öffnet das Tor des Pen (Pferch, Größe 8 × 9 Fuß, etwa 2,40 × 2,70 m), in das der Hund die Schafgruppe hineintreibt. Der Handler darf sich dabei im Radius eines am Ende des Tores befestigten, 6 Fuß (ca. 1,80 m) langen Seiles bewegen, um die Schafe auf seiner Seite am seitlichen Ausbrechen zu hindern, er darf das Seil jedoch nicht loslassen und die Schafe weder direkt noch indirekt (etwa mit dem Tor) bewegen. Die Aufgabe gilt als bewältigt, sobald das Tor hinter den Schafen vom Handler geschlossen wurde.
Single
Die Schafe werden zurück in den Sheddingring gebracht. Dort muss nun nach denselben Regeln wie beim Shed ein einzelnes Schaf von der Gruppe getrennt werden.